# Varanus marathonensis
Varanus marathonensis, comunemente noto il drago di Samos, è una specie estinta di varano vissuto nel Miocene medio-superiore della Grecia e della Spagna, nota da diversi esemplari. Un esemplare costituito da un cranio parziale e diverse vertebre è stato nominato Varanus amnhophilis, nel 2012, e collocato nel proprio sottogenere, Varaneades, ma uno studio del 2018 ha rilevato che quest'ultimo non è altro che è un sinonimo junior di Varanus marathonensis. Stimando le sue dimensioni con quelle dei varani moderni, gli studiosi hanno estrapolato una lunghezza di 60-80 centimetri. Il fossile è stato trovato nella Formazione Mytilini di età turoliana sull'isola di Samos ed è attualmente ospitato nella collezione dell'American Museum of Natural History.

## Scoperta e nomenclatura

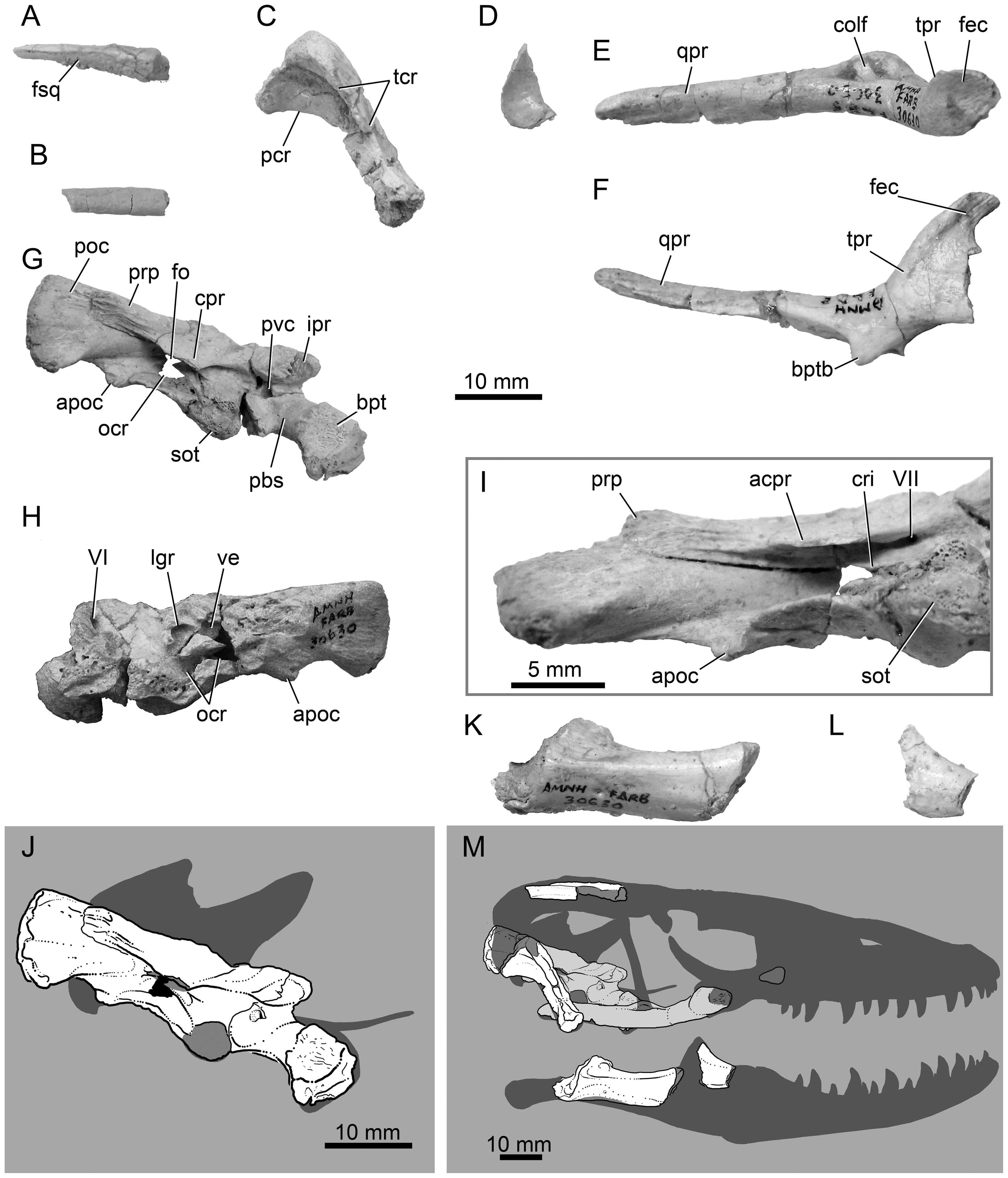
Elementi del cranio

Varanus marathonensis è noto da diversi esemplari. Un esemplare proveniente da Cerro de los Batallones, in Spagna, è attualmente il fossile di varano più completo mai scoperto. L'esemplare denominato come "V. amnhophilis" è noto per diversi frammenti ossei, tra cui il lato destro della scatola cranica, un osso quadrato destro, parte del palato e del tetto cranico, il processo coronoideo destro e la regione glenoidea della mandibola, un pezzo di clavicola e cinque vertebre. Queste ossa sono state trovate dal paleontologo americano Barnum Brown, che le conservò nelle collezioni di mammiferi dell'American Museum of Natural History. L'esemplare non è stato identificato come un rettile fino al 2009. Il paleontologo dei mammiferi Nikos Solounias, che ha lavorato a lungo sui fossili dell'isola di Samos, ha quindi portato il fossile all'attenzione di Carl Mehling. Mehling ha rimosso l'esemplare dalla collezione di mammiferi fossili e lo ha catalogato come AMNH FR (rettile fossile) 30630. L'esemplare è stato descritto nel 2012 come una nuova specie di Varanus ed è stato inserito in un nuovo sottogenere nominato Varaneades. Il nome specifico amnhophilis significa "amante dell'agnello", dal greco αμνόζ/amnhos ossia "agnello", e φιλiζ/philis ossia "amante di", in riferimento alla dieta dei varani più grandi viventi, che spesso include mammiferi delle dimensioni di una pecora. Il nome del sottogenere Varaneades deriva dal nome del genere Varanus e le Neadi, mitiche ninfe di Samos. Tuttavia, uno studio successivo, nel 2018, ha rivelato che V. amnhophilis è un sinonimo junior di V. marathonensis.

## Descrizione

### Dimensioni
La lunghezza del corpo dell'esemplare AMNH FR 30630 è stata stimata confrontando la lunghezza della scatola cranica e di una singola vertebra, con i medesimi elementi di altre specie di varani. I rapporti tra la lunghezza della scatola cranica e la lunghezza postcranica e la lunghezza della vertebra dorsale (posteriore) rispetto alla lunghezza postcranica sono molto simili a molte specie di varano, e sono stati utilizzati per stimare la lunghezza postcranica di "V. amnhophilis". Il primo rapporto ha fornito una lunghezza postcranica stimata di circa 71,26 centimetri, mentre il secondo una lunghezza di circa 66,45 centimetri.